# Olympische Winterspiele 1968/Teilnehmer (Argentinien)
| Gelbes Symbol für Goldmedaillen mit stilisierten Olympischen Ringen | Graues Symbol für Silbermedaillen mit stilisierten Olympischen Ringen | Braundes Symbol für Bronzemedaillen mit stilisierten Olympischen Ringen |
| ------------------------------------------------------------------- | --------------------------------------------------------------------- | ----------------------------------------------------------------------- |
| —                                                                   | —                                                                     | —                                                                       |

Argentinien nahm an den X. Olympischen Winterspielen 1968 im französischen Grenoble mit einer Delegation von fünf Athleten in einer Disziplin teil, davon zwei Männer und drei Frauen. Ein Medaillengewinn gelang keinem der Athleten.

## Teilnehmer nach Sportarten

### Ski Alpin
Männer
- Gustavo Ezquerra
Abfahrt: 55. Platz (2:17,11 min)
Riesenslalom: 63. Platz (4:00,11 min)
Slalom: im Vorlauf ausgeschieden

- Roberto Thostrup
Abfahrt: 57. Platz (2:17,35 min)
Riesenslalom: 61. Platz (3:57,62 min)
Slalom: im Vorlauf ausgeschieden

Frauen
- Ana Sabine Naumann
Riesenslalom: Rennen nicht beendet
Slalom: 29. Platz (1:50,17 min)

- Helga María Sista
Riesenslalom: 38. Platz (2:11,75 min)
Slalom: 27. Platz (1:49,16 min)

- Irene Viaene
Riesenslalom: 37. Platz (2:11,68 min)
Slalom: disqualifiziert